# Football Club Gullegem
Maillots
Actualités
Dernière mise à jour : 6 août 2018.
Le  Football Club Gullegem est un club belge de football situé à Gullegem dans la province de Flandre-Occidentale. Il porte le matricule 9512. Ses couleurs sont le rouge et le blanc.
Ce club est constitué en septembre 2007 par d'anciens membres, supporters et sympathisants du SK Gullegem disparu en 2002 dans une fusion avec Wevelgem City. Le « FCG » réussit la performance particulière de remporter cinq titres de champions durant ses six premières années d'existence, un record sans précédent dans le football belge. Le club passe ainsi du 8e au 3e niveau de la hiérarchie, soit de la quatrième provinciale à la Division 3. Il évolue en Division 2 Amateur lors de la saison 2018-2019.

## Histoire
L'histoire du club débute en septembre 2007, lorsque d'anciens sympathisants du SK Gullegem, disparu en 2002, décident de fonder un nouveau club dans la ville de Gullegem. Le club est baptisé Football Club Gullegem et affilié à l'URBSFA en mars 2008. Il reçoit à cette occasion le matricule 9512. Le club commence la compétition lors de la saison 2008-2009 en quatrième provinciale de Flandre-Occidentale, le plus bas niveau dans la hiérarchie du football belge.
Dès sa première saison, le club remporte le titre de champion dans sa série et atteint les quarts de finale de la coupe de la province. Il récidive la saison suivante en troisième provinciale, et enchaîne la saison d'après avec un troisième titre consécutif en trois ans pour atteindre la première provinciale. Pour ses débuts en « P1 », le FC Gullegem termine à la quatrième place et participe au tour final pour la montée en Promotion, où il échoue face au KSK Oostnieuwkerke. L'année suivante, il domine la série et remporte le titre de champion à trois journées de la fin du championnat. Après seulement cinq saisons d'existence, le club atteint les séries nationales.
Le FC Gullegem fait ses débuts en Promotion lors de la saison 2013-2014. Il réalise un départ presque parfait en remportant neuf de ses dix premiers matches, s'adjugeant la première tranche du championnat. Le club ne faiblit pas et poursuit sa course en tête du classement. À quatre journées de la fin du championnat, il compte douze points d'avance et cinq victoires de plus que son plus proche poursuivant, Sint-Eloois-Winkel, une marge suffisante pour lui garantir le titre dans sa série. Le club fête ainsi son cinquième titre de champion en six saisons et accède à la Division 3.

## Résultats dans les divisions nationales
Statistiques mises à jour le 9 décembre 2024 (terme de la saison 2023-2024)

### Palmarès
- 1 fois champion de Promotion en 2014.

### Bilan
| Niv | Divisions     | Jouées | Titres | TM Up | TM Down |
| --- | ------------- | ------ | ------ | ----- | ------- |
| I   | 1re nationale | 0      | 0      |       |         |
| II  | 2e nationale  | 0      | 0      |       |         |
| III | 3e nationale  | 2      | 0      |       |         |
| IV  | 4e nationale  | 9      | 1      |       |         |
| V   | 5e nationale  | 0      | 0      |       |         |
|     |               |        |        |       |         |
|     | TOTAUX        | 11     | 1      | 0     | 0       |

- TM Up : test-match pour départager des égalités, ou toutes formes de Barrages ou de Tour final pour une montée éventuelle.
- TM Down : test-match pour départager des égalités, ou toutes formes de Barrages ou de Tour final pour le maintien.

### Classements saison par saison
| Ordre | Saison    | Nom du club | Niveau                         | Classement final | Remarques                            |
| ----- | --------- | ----------- | ------------------------------ | ---------------- | ------------------------------------ |
| 1     | 2013-2014 | FC Gullegem | Promotion série A              | 1er /16          | Champion et promu                    |
| 2     | 2014-2015 | FC Gullegem | Division 3 série A             | 12e /18          |                                      |
| 3     | 2015-2016 | FC Gullegem | Division 3 série A             | 11e /18          | Relégué!                             |
| 4     | 2016-17   | FC Gullegem | Division 2 Amateur VFV série A | 10e/16           |                                      |
| 5     | 2017-18   | FC Gullegem | Division 2 Amateur VFV série A | 11e/16           |                                      |
| 6     | 2018-19   | FC Gullegem | Division 2 Amateur VFV série A | 12e/16           |                                      |
| 7     | 2019-20   | FC Gullegem | Division 2 Amateur VFV série A | 7e/16            |                                      |
| 8     | 2020-21   | FC Gullegem | Nationale 2 VV série A         | N/A              | saison annulée en raison du Covid-19 |
| 9     | 2021-22   | FC Gullegem | Nationale 2 VV série A         | 8e/16            |                                      |
| 10    | 2022-23   | FC Gullegem | Nationale 2 VV série A         | 15e/18           |                                      |
| 11    | 2023-24   | FC Gullegem | Nationale 2 VV série A         | 10e/18           |                                      |
| 12    | 2024-25   | FC Gullegem | Nationale 2 VV série A         | ... /16          |                                      |